# Coppa del Mondo di biathlon 2008
La Coppa del Mondo di biathlon 2008 fu la trentunesima edizione della manifestazione organizzata dall'Unione Internazionale Biathlon; ebbe inizio il 2 dicembre 2007 a Kontiolahti, in Finlandia, e si concluse il 18 marzo 2008 a Oslo Holmenkollen, in Norvegia. Nel corso della stagione si tennero a Östersund i Campionati mondiali di biathlon 2008, validi anche ai fini della Coppa del Mondo, il cui calendario non contemplò dunque interruzioni.
In campo maschile furono disputate 26 gare individuali e 5 a squadre, in 10 diverse località. Il norvegese Ole Einar Bjørndalen si aggiudicò sia la coppa di cristallo, il trofeo assegnato al vincitore della classifica generale, sia le Coppe di sprint, di inseguimento e di partenza in linea; il francese Vincent Defrasne vinse la Coppa di individuale. Michael Greis era il detentore uscente della Coppa generale.
In campo femminile furono disputate 26 gare individuali e 5 a squadre, in 10 diverse località. La tedesca Magdalena Neuner si aggiudicò sia la coppa di cristallo, sia quelle di sprint e di partenza in linea; la francese Sandrine Bailly vinse la Coppa di inseguimento, la tedesca Martina Glagow quella di individuale. Andrea Henkel era la detentrice uscente della Coppa generale.
In calendario furono inserite anche due staffette miste, senza che tuttavia fosse stilata una classifica ufficiale di specialità.

## Uomini

### Risultati
| Data                                 | Località          | Nazione       | Spec. | Primo                                                                              | Secondo                                                                            | Terzo                                                                      |
| ------------------------------------ | ----------------- | ------------- | ----- | ---------------------------------------------------------------------------------- | ---------------------------------------------------------------------------------- | -------------------------------------------------------------------------- |
| 29 novembre 2007                     | Kontiolahti       | Finlandia     | IN    | Vincent Defrasne                                                                   | Halvard Hanevold                                                                   | Maksim Čudov                                                               |
| 1º dicembre 2007                     | Kontiolahti       | Finlandia     | SP    | Ole Einar Bjørndalen                                                               | Dmitrij Jarošenko                                                                  | Carsten Pump                                                               |
| 2 dicembre 2007                      | Kontiolahti       | Finlandia     | PU    | Ivan Čerezov                                                                       | Ole Einar Bjørndalen                                                               | Dmitrij Jarošenko                                                          |
| 7 dicembre 2007                      | Hochfilzen        | Austria       | SP    | Dmitrij Jarošenko                                                                  | Ole Einar Bjørndalen                                                               | Andrej Makoveev                                                            |
| 8 dicembre 2007                      | Hochfilzen        | Austria       | PU    | Ole Einar Bjørndalen                                                               | Dmitrij Jarošenko                                                                  | Daniel Graf                                                                |
| 9 dicembre 2007                      | Hochfilzen        | Austria       | RL    | Norvegia Emil Hegle Svendsen Alexander Os Halvard Hanevold Ole Einar Bjørndalen    | Russia Ivan Čerezov Maksim Čudov Nikolaj Kruglov Dmitrij Jarošenko                 | Germania Michael Rösch Daniel Graf Carsten Pump Michael Greis              |
| 13 dicembre 2007                     | Pokljuka          | Slovenia      | IN    | Emil Hegle Svendsen                                                                | Alexander Wolf                                                                     | Serhij Sednjev                                                             |
| 15 dicembre 2007                     | Pokljuka          | Slovenia      | SP    | Ole Einar Bjørndalen                                                               | Dmitrij Jarošenko                                                                  | Mattias Nilsson                                                            |
| 16 dicembre 2007                     | Pokljuka          | Slovenia      | RL    | Russia Andrej Makoveev Maksim Čudov Dmitrij Jarošenko Nikolaj Kruglov              | Germania Michael Rösch Alexander Wolf Andreas Birnbacher Michael Greis             | Austria Daniel Mesotitsch Friedrich Pinter Dominik Landertinger Simon Eder |
| 4 gennaio 2008                       | Oberhof           | Germania      | RL    | Norvegia Emil Hegle Svendsen Alexander Os Halvard Hanevold Ole Einar Bjørndalen    | Russia Ivan Čerezov Maksim Čudov Dmitrij Jarošenko Nikolaj Kruglov                 | Germania Michael Rösch Alexander Wolf Andreas Birnbacher Michael Greis     |
| 5 gennaio 2008                       | Oberhof           | Germania      | SP    | Tomasz Sikora                                                                      | Ole Einar Bjørndalen                                                               | Emil Hegle Svendsen                                                        |
| 6 gennaio 2008                       | Oberhof           | Germania      | MS    | Ole Einar Bjørndalen                                                               | Nikolaj Kruglov                                                                    | Emil Hegle Svendsen                                                        |
| 10 gennaio 2008                      | Ruhpolding        | Germania      | RL    | Norvegia Emil Hegle Svendsen Rune Brattsveen Halvard Hanevold Ole Einar Bjørndalen | Russia Ivan Čerezov Nikolaj Kruglov Dmitrij Jarošenko Maksim Čudov                 | Germania Michael Rösch Alexander Wolf Carsten Pump Michael Greis           |
| 12 gennaio 2008                      | Ruhpolding        | Germania      | SP    | Michael Greis                                                                      | Maksim Čudov                                                                       | Alexander Wolf                                                             |
| 13 gennaio 2008                      | Ruhpolding        | Germania      | PU    | Michael Greis                                                                      | Maksim Čudov                                                                       | Emil Hegle Svendsen                                                        |
| 18 gennaio 2008                      | Anterselva        | Italia        | SP    | Michael Greis                                                                      | Nikolaj Kruglov                                                                    | Ole Einar Bjørndalen                                                       |
| 19 gennaio 2008                      | Anterselva        | Italia        | PU    | Björn Ferry                                                                        | Nikolaj Kruglov                                                                    | Michael Greis                                                              |
| 20 gennaio 2008                      | Anterselva        | Italia        | MS    | Ole Einar Bjørndalen                                                               | Björn Ferry                                                                        | Michael Greis                                                              |
| Campionati mondiali di biathlon 2008 |                   |               |       |                                                                                    |                                                                                    |                                                                            |
| 9 febbraio 2008                      | Östersund         | Svezia        | SP    | Maksim Čudov                                                                       | Halvard Hanevold                                                                   | Ole Einar Bjørndalen                                                       |
| 10 febbraio 2008                     | Östersund         | Svezia        | PU    | Ole Einar Bjørndalen                                                               | Maksim Čudov                                                                       | Alexander Wolf                                                             |
| 14 febbraio 2008                     | Östersund         | Svezia        | IN    | Emil Hegle Svendsen                                                                | Ole Einar Bjørndalen                                                               | Maksim Maksimov                                                            |
| 15 febbraio 2008                     | Östersund         | Svezia        | RL    | Russia Ivan Čerezov Nikolaj Kruglov Dmitrij Jarošenko Maksim Čudov                 | Norvegia Emil Hegle Svendsen Rune Brattsveen Halvard Hanevold Ole Einar Bjørndalen | Germania Michael Rösch Alexander Wolf Andreas Birnbacher Michael Greis     |
| 17 febbraio 2008                     | Östersund         | Svezia        | MS    | Emil Hegle Svendsen                                                                | Ole Einar Bjørndalen                                                               | Maksim Čudov                                                               |
| 27 febbraio 2008                     | Pyeongchang       | Corea del Sud | SP    | Emil Hegle Svendsen                                                                | Halvard Hanevold                                                                   | Friedrich Pinter                                                           |
| 29 febbraio 2008                     | Pyeongchang       | Corea del Sud | PU    | Michael Greis                                                                      | Halvard Hanevold                                                                   | Alexander Os                                                               |
| 6 marzo 2008                         | Chanty-Mansijsk   | Russia        | SP    | Ole Einar Bjørndalen                                                               | Emil Hegle Svendsen                                                                | Andrej Makoveev                                                            |
| 8 marzo 2008                         | Chanty-Mansijsk   | Russia        | PU    | Emil Hegle Svendsen                                                                | Tomasz Sikora                                                                      | Andrej Makoveev                                                            |
| 9 marzo 2008                         | Chanty-Mansijsk   | Russia        | MS    | Tomasz Sikora                                                                      | Daniel Graf                                                                        | Michal Šlesingr                                                            |
| 13 marzo 2008                        | Oslo Holmenkollen | Norvegia      | SP    | Emil Hegle Svendsen                                                                | Michael Rösch                                                                      | Friedrich Pinter                                                           |
| 15 marzo 2008                        | Oslo Holmenkollen | Norvegia      | PU    | Ivan Čerezov                                                                       | Friedrich Pinter                                                                   | Emil Hegle Svendsen                                                        |
| 16 marzo 2008                        | Oslo Holmenkollen | Norvegia      | MS    | Michal Šlesingr                                                                    | Nikolaj Kruglov                                                                    | Halvard Hanevold                                                           |

Legenda:

IN = individuale

SP = sprint

PU = inseguimento

MS = partenza in linea

RL = staffetta

### Classifiche

#### Generale
| Pos. | Nome                 | Nazione  | Punti |
| ---- | -------------------- | -------- | ----- |
| 1    | Ole Einar Bjørndalen | Norvegia | 869   |
| 2    | Dmitrij Jarošenko    | Russia   | 696   |
| 3    | Emil Hegle Svendsen  | Norvegia | 687   |
| 4    | Michael Greis        | Germania | 596   |
| 5    | Ivan Čerezov         | Russia   | 573   |
| 6    | Björn Ferry          | Svezia   | 568   |
| 7    | Maksim Čudov         | Russia   | 541   |
| 8    | Halvard Hanevold     | Norvegia | 512   |
| 9    | Nikolaj Kruglov      | Russia   | 493   |
| 10   | Andreas Birnbacher   | Germania | 481   |

#### Sprint
| Pos. | Nome                 | Nazione  | Punti |
| ---- | -------------------- | -------- | ----- |
| 1    | Ole Einar Bjørndalen | Norvegia | 383   |
| 2    | Dmitrij Jarošenko    | Russia   | 291   |
| 3    | Emil Hegle Svendsen  | Norvegia | 253   |
| 4    | Michael Greis        | Germania | 233   |
| 5    | Björn Ferry          | Svezia   | 222   |

#### Inseguimento
| Pos. | Nome                 | Nazione  | Punti |
| ---- | -------------------- | -------- | ----- |
| 1    | Ole Einar Bjørndalen | Norvegia | 247   |
| 2    | Dmitrij Jarošenko    | Russia   | 233   |
| 3    | Björn Ferry          | Svezia   | 221   |
| 4    | Ivan Čerezov         | Russia   | 220   |
|      | Michael Greis        | Germania | 220   |

#### Partenza in linea
| Pos. | Nome                 | Nazione  | Punti |
| ---- | -------------------- | -------- | ----- |
| 1    | Ole Einar Bjørndalen | Norvegia | 188   |
| 2    | Nikolaj Kruglov      | Russia   | 143   |
| 3    | Dmitrij Jarošenko    | Russia   | 128   |
| 4    | Michael Greis        | Germania | 125   |
| 5    | Emil Hegle Svendsen  | Norvegia | 124   |

#### Individuale
| Pos. | Nome                | Nazione  | Punti |
| ---- | ------------------- | -------- | ----- |
| 1    | Vincent Defrasne    | Francia  | 104   |
| 2    | Emil Hegle Svendsen | Norvegia | 100   |
| 3    | Halvard Hanevold    | Norvegia | 82    |
| 4    | Maksim Čudov        | Russia   | 80    |
| 5    | Friedrich Pinter    | Austria  | 69    |

#### Staffetta
| Pos. | Nazione  | Punti |
| ---- | -------- | ----- |
| 1    | Norvegia | 196   |
| 2    | Russia   | 192   |
| 3    | Germania | 175   |
| 4    | Svezia   | 148   |
| 5    | Austria  | 147   |

#### Nazioni
| Pos. | Nazione  | Punti |
| ---- | -------- | ----- |
| 1    | Norvegia | 5830  |
| 2    | Russia   | 5744  |
| 3    | Germania | 5450  |
| 4    | Austria  | 4857  |
| 5    | Svezia   | 4750  |

## Donne

### Risultati
| Data                                 | Località          | Nazione       | Spec. | Prima                                                                   | Seconda                                                                        | Terza                                                                         |
| ------------------------------------ | ----------------- | ------------- | ----- | ----------------------------------------------------------------------- | ------------------------------------------------------------------------------ | ----------------------------------------------------------------------------- |
| 29 novembre 2007                     | Kontiolahti       | Finlandia     | IN    | Martina Glagow                                                          | Tat'jana Moiseeva                                                              | Simone Hauswald                                                               |
| 30 novembre 2007                     | Kontiolahti       | Finlandia     | SP    | Martina Glagow                                                          | Kati Wilhelm                                                                   | Tora Berger                                                                   |
| 2 dicembre 2007                      | Kontiolahti       | Finlandia     | PU    | Tora Berger                                                             | Andrea Henkel                                                                  | Martina Glagow                                                                |
| 7 dicembre 2007                      | Hochfilzen        | Austria       | SP    | Sandrine Bailly                                                         | Ekaterina Jur'eva                                                              | Kati Wilhelm                                                                  |
| 8 dicembre 2007                      | Hochfilzen        | Austria       | PU    | Sandrine Bailly                                                         | Ekaterina Jur'eva                                                              | Kati Wilhelm                                                                  |
| 9 dicembre 2007                      | Hochfilzen        | Austria       | RL    | Germania Martina Glagow Andrea Henkel Simone Hauswald Kati Wilhelm      | Russia Svetlana Slepcova Ol'ga Anisimova Tat'jana Moiseeva Ekaterina Jur'eva   | Svezia Elisabeth Högberg Anna Carin Olofsson Anna Maria Nilsson Helena Ekholm |
| 13 dicembre 2007                     | Pokljuka          | Slovenia      | IN    | Ekaterina Jur'eva                                                       | Michela Ponza                                                                  | Martina Glagow                                                                |
| 15 dicembre 2007                     | Pokljuka          | Slovenia      | SP    | Sandrine Bailly                                                         | Kaisa Mäkäräinen                                                               | Magdalena Neuner                                                              |
| 16 dicembre 2007                     | Pokljuka          | Slovenia      | RL    | Germania Martina Glagow Sabrina Buchholz Magdalena Neuner Andrea Henkel | Russia Svetlana Slepcova Oksana Neupokoeva Natal'ja Guseva Ekaterina Jur'eva   | Francia Delphyne Peretto Marie-Laure Brunet Sylvie Becaert Sandrine Bailly    |
| 3 gennaio 2008                       | Oberhof           | Germania      | RL    | Germania Simone Hauswald Andrea Henkel Kathrin Hitzer Kati Wilhelm      | Francia Delphyne Peretto Sylvie Becaert Pauline Macabies Sandrine Bailly       | Russia Svetlana Slepcova Oksana Neupokoeva Tat'jana Moiseeva Natal'ja Guseva  |
| 5 gennaio 2008                       | Oberhof           | Germania      | SP    | Tora Berger                                                             | Svetlana Slepcova                                                              | Magdalena Neuner                                                              |
| 6 gennaio 2008                       | Oberhof           | Germania      | MS    | Magdalena Neuner                                                        | Ol'ga Anisimova                                                                | Tat'jana Moiseeva                                                             |
| 9 gennaio 2008                       | Ruhpolding        | Germania      | RL    | Germania Kathrin Hitzer Magdalena Neuner Sabrina Buchholz Kati Wilhelm  | Norvegia Tora Berger Anne Ingstadbjørg Solveig Rogstad Ann Kristin Flatland    | Russia Svetlana Slepcova Ol'ga Anisimova Ekaterina Jur'eva Natal'ja Guseva    |
| 11 gennaio 2008                      | Ruhpolding        | Germania      | SP    | Svetlana Slepcova                                                       | Helena Ekholm                                                                  | Kati Wilhelm                                                                  |
| 13 gennaio 2008                      | Ruhpolding        | Germania      | PU    | Solveig Rogstad                                                         | Kati Wilhelm                                                                   | Kaisa Mäkäräinen                                                              |
| 17 gennaio 2008                      | Anterselva        | Italia        | SP    | Kati Wilhelm                                                            | Andrea Henkel                                                                  | Svetlana Slepcova                                                             |
| 19 gennaio 2008                      | Anterselva        | Italia        | PU    | Andrea Henkel                                                           | Svetlana Slepcova                                                              | Tora Berger                                                                   |
| 20 gennaio 2008                      | Anterselva        | Italia        | MS    | Andrea Henkel                                                           | Anna Carin Olofsson                                                            | Kati Wilhelm                                                                  |
| Campionati mondiali di biathlon 2008 |                   |               |       |                                                                         |                                                                                |                                                                               |
| 9 febbraio 2008                      | Östersund         | Svezia        | SP    | Andrea Henkel                                                           | Al'bina Achatova                                                               | Oksana Chvostenko                                                             |
| 10 febbraio 2008                     | Östersund         | Svezia        | PU    | Andrea Henkel                                                           | Ekaterina Jur'eva                                                              | Al'bina Achatova                                                              |
| 14 febbraio 2008                     | Östersund         | Svezia        | IN    | Ekaterina Jur'eva                                                       | Martina Glagow                                                                 | Oksana Chvostenko                                                             |
| 16 febbraio 2008                     | Östersund         | Svezia        | MS    | Magdalena Neuner                                                        | Tora Berger                                                                    | Ekaterina Jur'eva                                                             |
| 17 febbraio 2008                     | Östersund         | Svezia        | RL    | Germania Martina Glagow Andrea Henkel Magdalena Neuner Kati Wilhelm     | Ucraina Oksana Jakovljeva Vita Semerenko Valentyna Semerenko Oksana Chvostenko | Francia Delphyne Peretto Marie-Laure Brunet Sylvie Becaert Sandrine Bailly    |
| 28 febbraio 2008                     | Pyeongchang       | Corea del Sud | SP    | Magdalena Neuner                                                        | Sandrine Bailly                                                                | Michela Ponza                                                                 |
| 1º marzo 2008                        | Pyeongchang       | Corea del Sud | PU    | Sandrine Bailly                                                         | Michela Ponza                                                                  | Al'bina Achatova                                                              |
| 6 marzo 2008                         | Chanty-Mansijsk   | Russia        | SP    | Magdalena Neuner                                                        | Sandrine Bailly                                                                | Al'bina Achatova                                                              |
| 8 marzo 2008                         | Chanty-Mansijsk   | Russia        | PU    | Kathrin Hitzer                                                          | Sandrine Bailly                                                                | Andrea Henkel                                                                 |
| 9 marzo 2008                         | Chanty-Mansijsk   | Russia        | MS    | Kathrin Hitzer                                                          | Magdalena Neuner                                                               | Svetlana Slepcova                                                             |
| 13 marzo 2008                        | Oslo Holmenkollen | Norvegia      | SP    | Svetlana Slepcova                                                       | Tora Berger                                                                    | Kati Wilhelm                                                                  |
| 15 marzo 2008                        | Oslo Holmenkollen | Norvegia      | PU    | Svetlana Slepcova                                                       | Kati Wilhelm                                                                   | Liu Xianying                                                                  |
| 16 marzo 2008                        | Oslo Holmenkollen | Norvegia      | MS    | Kati Wilhelm                                                            | Solveig Rogstad                                                                | Michela Ponza                                                                 |

Legenda:

IN = individuale

SP = sprint

PU = inseguimento

MS = partenza in linea

RL = staffetta

### Classifiche

#### Generale
| Pos. | Nome              | Nazione  | Punti |
| ---- | ----------------- | -------- | ----- |
| 1    | Magdalena Neuner  | Germania | 818   |
| 2    | Sandrine Bailly   | Francia  | 805   |
| 3    | Andrea Henkel     | Germania | 766   |
| 4    | Kati Wilhelm      | Germania | 749   |
| 5    | Martina Glagow    | Germania | 679   |
| 6    | Ekaterina Jur'eva | Russia   | 671   |
| 7    | Tora Berger       | Norvegia | 664   |
| 8    | Svetlana Slepcova | Russia   | 579   |
| 9    | Helena Ekholm     | Svezia   | 544   |
| 10   | Michela Ponza     | Italia   | 515   |

#### Sprint
| Pos. | Nome              | Nazione  | Punti |
| ---- | ----------------- | -------- | ----- |
| 1    | Magdalena Neuner  | Germania | 326   |
| 2    | Sandrine Bailly   | Francia  | 318   |
| 3    | Kati Wilhelm      | Germania | 306   |
| 4    | Andrea Henkel     | Germania | 299   |
| 5    | Svetlana Slepcova | Russia   | 297   |

#### Inseguimento
| Pos. | Nome             | Nazione  | Punti |
| ---- | ---------------- | -------- | ----- |
| 1    | Sandrine Bailly  | Francia  | 300   |
| 2    | Andrea Henkel    | Germania | 289   |
| 3    | Kati Wilhelm     | Germania | 253   |
| 4    | Tora Berger      | Norvegia | 238   |
| 5    | Magdalena Neuner | Germania | 232   |

#### Partenza in linea
| Pos. | Nome              | Nazione  | Punti |
| ---- | ----------------- | -------- | ----- |
| 1    | Magdalena Neuner  | Germania | 186   |
| 2    | Kati Wilhelm      | Germania | 138   |
| 3    | Michela Ponza     | Italia   | 135   |
| 4    | Helena Ekholm     | Svezia   | 135   |
| 5    | Ekaterina Jur'eva | Russia   | 127   |

#### Individuale
| Pos. | Nome              | Nazione  | Punti |
| ---- | ----------------- | -------- | ----- |
| 1    | Martina Glagow    | Germania | 139   |
| 2    | Tat'jana Moiseeva | Russia   | 111   |
| 3    | Ekaterina Jur'eva | Russia   | 107   |
| 4    | Helena Ekholm     | Svezia   | 98    |
| 5    | Teja Gregorin     | Slovenia | 81    |

#### Staffetta
| Pos. | Nazione  | Punti |
| ---- | -------- | ----- |
| 1    | Germania | 200   |
| 2    | Russia   | 178   |
| 3    | Francia  | 172   |
| 4    | Norvegia | 154   |
| 5    | Ucraina  | 152   |

#### Nazioni
| Pos. | Nazione  | Punti |
| ---- | -------- | ----- |
| 1    | Germania | 5896  |
| 2    | Russia   | 5578  |
| 3    | Francia  | 5071  |
| 4    | Norvegia | 5044  |
| 5    | Svezia   | 4865  |

## Misto

### Risultati
| Data                                 | Località    | Nazione       | Spec. | Primo                                                                          | Secondo                                                                        | Terzo                                                                        |
| ------------------------------------ | ----------- | ------------- | ----- | ------------------------------------------------------------------------------ | ------------------------------------------------------------------------------ | ---------------------------------------------------------------------------- |
| Campionati mondiali di biathlon 2008 |             |               |       |                                                                                |                                                                                |                                                                              |
| 12 febbraio 2008                     | Östersund   | Svezia        | MX    | Germania Sabrina Buchholz Magdalena Neuner Andreas Birnbacher Michael Greis    | Bielorussia Ljudmila Kalinčyk Dar″ja Domračava Rustam Valiulin Sjarhej Novikaŭ | Russia Svetlana Slepcova Oksana Neupokoeva Nikolaj Kruglov Dmitrij Jarošenko |
| 2 marzo 2008                         | Pyeongchang | Corea del Sud | MX    | Norvegia Ann Kristin Flatland Solveig Rogstad Hans Martin Gjedrem Alexander Os | Italia Michela Ponza Katja Haller René-Laurent Vuillermoz Christian De Lorenzi | Francia Julie Carraz-Collin Pauline Macabies Simon Fourcade Alexis Bœuf      |

Legenda:

MX = staffetta mista